# Medaillenspiegel der Olympischen Sommerspiele 1968
Diese Tabelle zeigt den Medaillenspiegel der Olympischen Sommerspiele 1968 in Mexiko-Stadt. Die Platzierungen sind nach der Anzahl der gewonnenen Goldmedaillen sortiert, gefolgt von der Anzahl der Silber- und Bronzemedaillen. Weisen zwei oder mehr Länder eine identische Medaillenbilanz auf, werden sie alphabetisch geordnet auf dem gleichen Rang geführt. Dies entspricht dem System, das vom Internationalen Olympischen Komitee (IOC) verwendet wird.
44 der 112 teilnehmenden Nationen gewannen in einem der 172 ausgetragenen Wettbewerbe mindestens eine Medaille. Von diesen gewannen 30 mindestens eine Goldmedaille.

## Medaillenspiegel
| Platz | Mannschaft               | Gold | Silber | Bronze | Gesamt |
| ----- | ------------------------ | ---- | ------ | ------ | ------ |
| 01    | Vereinigte Staaten (USA) | 45   | 28     | 34     | 107    |
| 02    | Sowjetunion (URS)        | 29   | 32     | 30     | 91     |
| 03    | Japan (JPN)              | 11   | 7      | 7      | 25     |
| 04    | Ungarn (HUN)             | 10   | 10     | 12     | 32     |
| 05    | DDR (GDR)                | 9    | 9      | 7      | 25     |
| 06    | Frankreich (FRA)         | 7    | 3      | 5      | 15     |
| 07    | Tschechoslowakei (TCH)   | 7    | 2      | 4      | 13     |
| 08    | BR Deutschland (FRG)     | 5    | 11     | 10     | 26     |
| 09    | Australien (AUS)         | 5    | 7      | 5      | 17     |
| 10    | Großbritannien (GBR)     | 5    | 5      | 3      | 13     |
| 11    | Polen (POL)              | 5    | 2      | 11     | 18     |
| 12    | Rumänien (ROU)           | 4    | 6      | 5      | 15     |
| 13    | Italien (ITA)            | 3    | 4      | 9      | 16     |
| 14    | Kenia (KEN)              | 3    | 4      | 2      | 9      |
| 15    | Mexiko (MEX)             | 3    | 3      | 3      | 9      |
| 16    | Jugoslawien (YUG)        | 3    | 3      | 2      | 8      |
| 17    | Niederlande (NED)        | 3    | 3      | 1      | 7      |
| 18    | Bulgarien (BUL)          | 2    | 4      | 3      | 9      |
| 19    | Iran (IRI)               | 2    | 1      | 2      | 5      |
| 20    | Schweden (SWE)           | 2    | 1      | 1      | 4      |
| 21    | Türkei (TUR)             | 2    | —      | —      | 2      |
| 22    | Dänemark (DEN)           | 1    | 4      | 3      | 8      |
| 23    | Kanada (CAN)             | 1    | 3      | 1      | 5      |
| 24    | Finnland (FIN)           | 1    | 2      | 1      | 4      |
| 25    | Äthiopien (ETH)          | 1    | 1      | —      | 2      |
| 0     | Norwegen (NOR)           | 1    | 1      | —      | 2      |
| 27    | Neuseeland (NZL)         | 1    | —      | 2      | 3      |
| 28    | Tunesien (TUN)           | 1    | —      | 1      | 2      |
| 29    | Venezuela (VEN)          | 1    | —      | —      | 1      |
| 0     | Pakistan (PAK)           | 1    | —      | —      | 1      |
| 31    | Kuba (CUB)               | —    | 4      | —      | 4      |
| 32    | Österreich (AUT)         | —    | 2      | 2      | 4      |
| 33    | Schweiz (SUI)            | —    | 1      | 4      | 5      |
| 34    | Mongolei (MGL)           | —    | 1      | 3      | 4      |
| 35    | Brasilien (BRA)          | —    | 1      | 2      | 3      |
| 36    | Belgien (BEL)            | —    | 1      | 1      | 2      |
| 0     | Südkorea (KOR)           | —    | 1      | 1      | 2      |
| 0     | Uganda (UGA)             | —    | 1      | 1      | 2      |
| 39    | Jamaika (JAM)            | —    | 1      | —      | 1      |
| 0     | Kamerun (CMR)            | —    | 1      | —      | 1      |
| 41    | Argentinien (ARG)        | —    | —      | 2      | 2      |
| 42    | Griechenland (GRE)       | —    | —      | 1      | 1      |
| 0     | Indien (IND)             | —    | —      | 1      | 1      |
| 0     | Taiwan (TPE)             | —    | —      | 1      | 1      |
|       | Gesamt                   | 174  | 170    | 183    | 527    |